# Mark Blake
Mark Blake é um jornalista e escritor britânico. Seu trabalho foi publicado ao longo dos anos em vários jornais, revistas especializadas em música e comportamento desde 1989, incluindo a Q, The Times, The Daily Telegraph, Mojo, Classic Rock e Daily Express.
Como escritor, já escreveu biografias sobre várias bandas, incluindo duas a respeito do Pink Floyd, uma relacionada à história do Queen, o guitarrista Keith Richards e mais recentemente sobre o The Who e Sex Pistols.